# Ардинг (епископ Брешиа)
Ардинг (лат. Ardingus; умер не ранее 922) — епископ Брешиа (не позднее 901 — не ранее 922) и архиканцлер короля Италии и императора Беренгара I (902/903 — не ранее 922).

## Биография
Ардинг происходил из знатного франкского рода Суппонидов. Его родителями были граф Пармы Суппо II и Берта, дочь графа Пьяченцы Вифреда I. Братьями Ардинга были графы Адельгиз II, Вифред II и Бозон III, а сестрой — Бертилла, первая супруга Беренгара I. Двоюродным братом Ардинга был король Прованса и Нижней Бургундии Людовик III Слепой.
В Брешианской епархии Ардинг стал преемником Антония I, последнее свидетельство о котором относится к 898 году. Однако когда Ардинг получил епископский сан, точно не известно. Первое упоминание о нём как о главе епархии датируется февралём 901 года, когда он участвовал в государственной ассамблее, созванной в Риме императором Людовиком III Слепым. На этом собрании были подтверждены привилегии, данные монархом епархии Лукки и её главе Петру II. Предполагается, что возможно здесь же Ардинг мог получить от папы римского Бенедикта IV согласие на занятие вакантной епископской кафедры в городе Брешиа.
Не сохранилось никаких сведений об участии Ардинга в ведшейся в конце IX века борьбе за престол Итальянского королевства. Предполагается, что в ней он мог поддерживать своего родственника Беренгара I, или, по крайней мере, сразу же признать право того на королевский престол.
Первая хартия Беренгара I, в которой Ардинг назван архиканцлером Итальянского королевства, датирована 7 августа 902 года. Однако, возможно, этот документ является позднейшей фальсификацией. Наиболее же ранний не вызывающий сомнения акт, содержащий упоминание о Ардинге как архиканцлере, относится к 5 февраля 903 года. В этой должности он сменил епископа Новары Гарибальда. В последний раз Ардинг в дошедшем до нашего времени документе назван архиканцлером 3 октября 922 года. Однако, по мнению ряда медиевистов, он мог занимать эту должность до самой гибели короля Беренгара I в 924 году.
В 907 году Ардинг вместе с епископом Адальбертом Бергамским был адресатом послания архиепископа Иоанна XII Равеннского (будущего папы римского Иоанна X). В письме тот сообщал о большом ущербе, который его архиепархия претерпела от борьбы сторонников и противников Формоза. Из документа следует, что также как и Беренгар I епископ Брешиа был в числе врагов последователей Формоза («формозианцев»). В этом же послании Иоанн XII Равеннский излагал доктрину взаимоотношений между христианской церковью и монархией, главным постулатом которой был полный отказ от подчинения духовенства власти светских правителей.
О деятельности Ардинга как епископа Брешиа сведений почти нет. Известно, что при нём город подвергся нападению венгров и был ими разграблен. После этого по приказанию епископа в Брешиа началось строительство оборонительных сооружений: валов и городских стен с башнями.
Намного больше известно о деятельности Ардинга как архиканцлера. При нём в 908 году была реформирована королевская канцелярия. Значительно возросло количество документов, исходивших из этого государственного органа. Также опять широкое распространение получил институт государевых посланцев. В хартиях Беренгара I епископ Ардинг назывался не только главой монаршей канцелярии, но и «тайным советником» (лат. auricularius). С таким же титулом при Беренгаре I упоминались ещё только две персоны: епископы Гвидо I Пьяченцский и Айкард Пармский.
В «Истории», приписывавшейся жившему в XI веке нотарию Родольфо, сообщается, что Ардинг, так же как и несколько его предшественников, владел не только церковной, но и светской властью над Брешиа, будучи графом этого города. Якобы, Ардинг был возведён в графскую должность ещё до того, как стал епископом: или императором Ламбертом Сполетским, или 13 октября 899 года королём Берегаром I во время посещения тем Брешиа. Однако свидетельства, содержащиеся в труде Родольфо, большинство современных историков считают малодостоверными, указывая, что настоящим автором этого сочинения был живший в XVIII веке историк Джанмария Биемми. Тем не менее, так как этот автор использовал в своей работе документы из городского архива Брешиа, возможно, что сведения о соединении Ардингом в своих руках церковной и светской власти над городом всё же являются истинными. Предполагается, что именно Ардинг, а не живший в середине IX века Нотинг, был первым епископом-графом Брешиа, и что получение им и светской власти было следствием нападения на город венгров.
В 915 году скончалась Бертилла, супруга Беренгара I и сестра Ардинга. В написанных в X веке «Деяниях Беренгара» сообщается, что королева добровольно приняла яд после того, как была обвинена в супружеской измене. Современные же историки предполагают, что Бертилла могла быть отравлена по приказу Беренгара I, желавшего жениться на Анне, возможно, дочери Людовика III Слепого. В качестве подтверждения этого мнения приводится свидетельство о том, что сразу же после смерти Бертиллы её братья, граф Пармы Бозон III и граф Пьяченцы Вифред II, восстали против своего шурина. Однако Ардинг остался верен Беренгару I, и сохранил и епископский сан, и должность архиканцлера.
Дата смерти Ардинга не известна. Последнее достоверное свидетельство о нём относится к 922 году. Однако, возможно, он дожил до 924 года, и умер приблизительно тогда, когда 7 апреля того же года был убит король Беренгар I. Ардинг был похоронен в кафедральном соборе Брешиа. Новым главой Брешианской епархии стал епископ Ландольф I. Кто был непосредственным преемником Ардинга в должности архиканцлера Итальянского королевства, точно не известно. В документах того времени с 924 года архиканцлером короля Рудольфа Бургундского упоминается епископ Тортоны Беат II.